# 宋湘

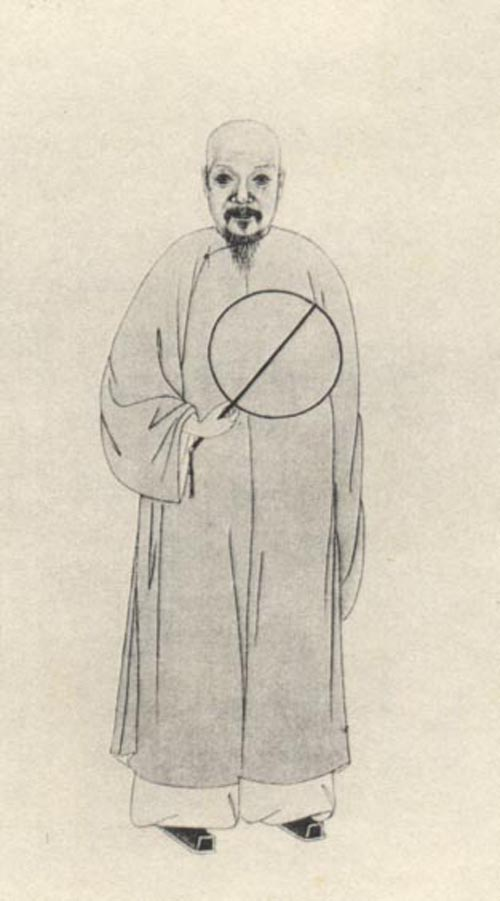
《清代学者像传》宋湘像

大理洱水神祠的宋湘《洱海行》碑

宋湘（1756年—1826年），字焕襄，号芷湾，广东嘉应州（今梅州市）客家人，清代政治人物、诗人 。

## 生平
宋湘出身贫寒，受家庭影响勤奋读书，十七岁即中秀才。乾隆五十七年（1792年）中壬子科解元，嘉庆四年（1799年）中进士，入翰林院。嘉庆十八年（1813年）以翰林院编修的身份出任云南曲靖知府。到任时，正遇秋涝洪灾。他立即组织救灾抢险，并很快制服了水患。水患平息后，又发展当地经济，开展纺织业，被誉为“贤吏”。后又被调往广南永昌大理，以及代理滇西道员等。
宋湘故居位于今广东省梅州市梅县区白渡镇创乐村。

## 成就
宋湘年轻时便在诗及楹联创作中展露头角，被称为「岭南第一才子」。《清史稿·列传》中称「粤诗惟湘为巨」。宋湘是还善书法，曾书刻「丰湖书院」巨匾。他为书院书撰的楹联「人文古邹鲁 山水小蓬瀛」被收进《中国名匾》一书。
今武汉古琴台犹有宋湘的束竹叶蘸墨书写《琴台题壁诗》，其词曰：
噫嘻呼，伯牙之琴何以忽在高山之高，忽在流水之深？不传此曲愁人心！噫嘻乎，子期知音，何以知在高山之高，知在流水之深？古无文字直至今。是耶？非耶？相逢在此，万古高山，千秋流水，壁上题诗，吾去矣！
著有《红杏山房集》、《不易斋集》、《燕台清蹄集》、《丰湖漫集》等诗文集。